# Andrea Morris
Andrea Morris (* 10. Juli 1983 in Toronto, Ontario) ist eine kanadisch-US-amerikanische Schauspielerin.

## Karriere
Ihre Schauspiel-Karriere begann Morris 1994 in dem TV-Film Take Another Look, in dem sie die Rolle der Sarah spielte. 1996 spielte sie in Das Mädchen aus der Stadt (Road to Avonlea) für zwei Folgen mit. Nach einer längeren Pause war sie 2003 in Hangman’s Curse wieder als Schauspielerin zu sehen. 2006/2007 war Morris in Eine himmlische Familie als Margaret zu sehen.

## Privat
Morris hat den Bachelor of Arts in Philosophie. Ihr Großvater war einer der Architekten des World Trade Centers.
Seit September 2006 ist Morris mit dem Drehbuchautor Joe James verlobt.

## Filmografie
- 1994: Take Another Look
- 1995: Margaret’s Museum
- 1996: Das Mädchen aus der Stadt (Road to Avonlea)
- 2003: Hangman’s Curse – Der Fluch des Henkers (Hangman’s Curse)
- 2005: Carnivàle
- 2006: Brothel
- 2006: Fade
- 2006–2007: Eine himmlische Familie (7th Heaven)